# Voncourt
Voncourt [vɔ̃kuʁ] ist eine französische Gemeinde mit 17 Einwohnern (Stand: 1. Januar 2022) im Département Haute-Marne in der Region Grand Est. Sie gehört zum Arrondissement Langres und zum Kanton Chalindrey. Die Bewohner werden Voncourtois und Voncourtoises genannt.

## Geografie
Die Gemeinde Voncourt liegt 37 Kilometer südöstlich von Langres an der Grenze zum Département Haute-Saône. Sie ist umgeben von folgenden Nachbargemeinden:
|          | Pressigny                                   |                                     |
| Savigny  | Kompassrose, die auf Nachbargemeinden zeigt | Bourguignon-lès-Morey (Haute-Saône) |
| Valleroy | Farincourt                                  |                                     |

## Bevölkerungsentwicklung
| Jahr                       | 1962 | 1968 | 1975 | 1982 | 1990 | 1999 | 2008 | 2019 |
| -------------------------- | ---- | ---- | ---- | ---- | ---- | ---- | ---- | ---- |
| Einwohner                  | 83   | 68   | 54   | 32   | 29   | 28   | 19   | 15   |
| Quellen: Cassini und INSEE |      |      |      |      |      |      |      |      |